# 花園大学の人物一覧
花園大学の人物一覧（はなぞのだいがくのじんぶついちらん）は、花園大学に関係する人物の一覧記事。前身校を含む。

## 教員等
教員等として花園大学に関係する、または関係した人物。他大学出身者を含む。
- 秋月龍珉 - 仏教学者、倫理学者
- 上田閑照 - 哲学者
- ウルス・アップ - 宗教学者
- 河野太通[1] - 仏教学講師、元学長、臨済宗妙心寺派管長(2010年-2014年)、全日本仏教会会長（2010年 - 2012年）
- 佐々木閑 - 仏教学者、文学部教授
- 立花大亀 - 元学長
- 夏目房之介 - 漫画批評家　　（客員）
- 花村萬月 - 作家　　（客員）
- 久松真一 - 哲学者、仏教学者
- 日比野光鳳 - 書家　　（客員）
- 平野宗浄[2]- 禅文化研究所研究員・花園大学文学部教授
- 盛永宗興 - 元学長
- 山田無文[3] - 仏教学者、元学長
- 横田南嶺 - 総長

## 出身者
中退、一時在籍者を含む。

### 宗教者
- 稲葉心田 - 臨済宗国泰寺派管長
- 小倉宗俊 - 臨済宗妙心寺派管長

### 研究者
- 荒武賢一朗 - 歴史学者、東北大学教授
- 馬場紀寿 - 東京大学東洋文化研究所教授
- 市川白弦 - 僧侶、社会運動家、花園大学教授

### 企業等
- 宮川潤一 - 実業家、ソフトバンクCEO、電気通信事業者協会会長
- 中島康晴 (NPO代表理事)

### 文学
- 中山七里 (小説家) - 推理小説

### スポーツ
- アマナキ・レレィ・マフィ - ラグビー日本代表
- 廣瀬順子 - パラ柔道家、2024年パリパラリンピック 金メダリスト

### 芸能
- 桂きん太郎 - 落語家
- クロちゃん (お笑い芸人) - トリオ安田大サーカス（中退）
- 昴生 - お笑い芸人、俳優
- 代走みつくに - ピン芸人
- 徳井義実 - お笑い芸人、俳優（仏教学科中退）
- ちひろ (歌手・作曲家)
- 辻皓平 - お笑いコンビニッポンの社長の一人
- 南隼人 - ラジオDJ、MC、アナウンサー